# Stroiești
Stroiești is een Roemeense gemeente in het district Suceava.

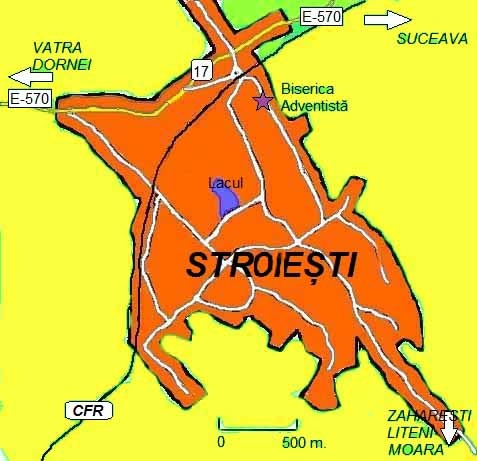
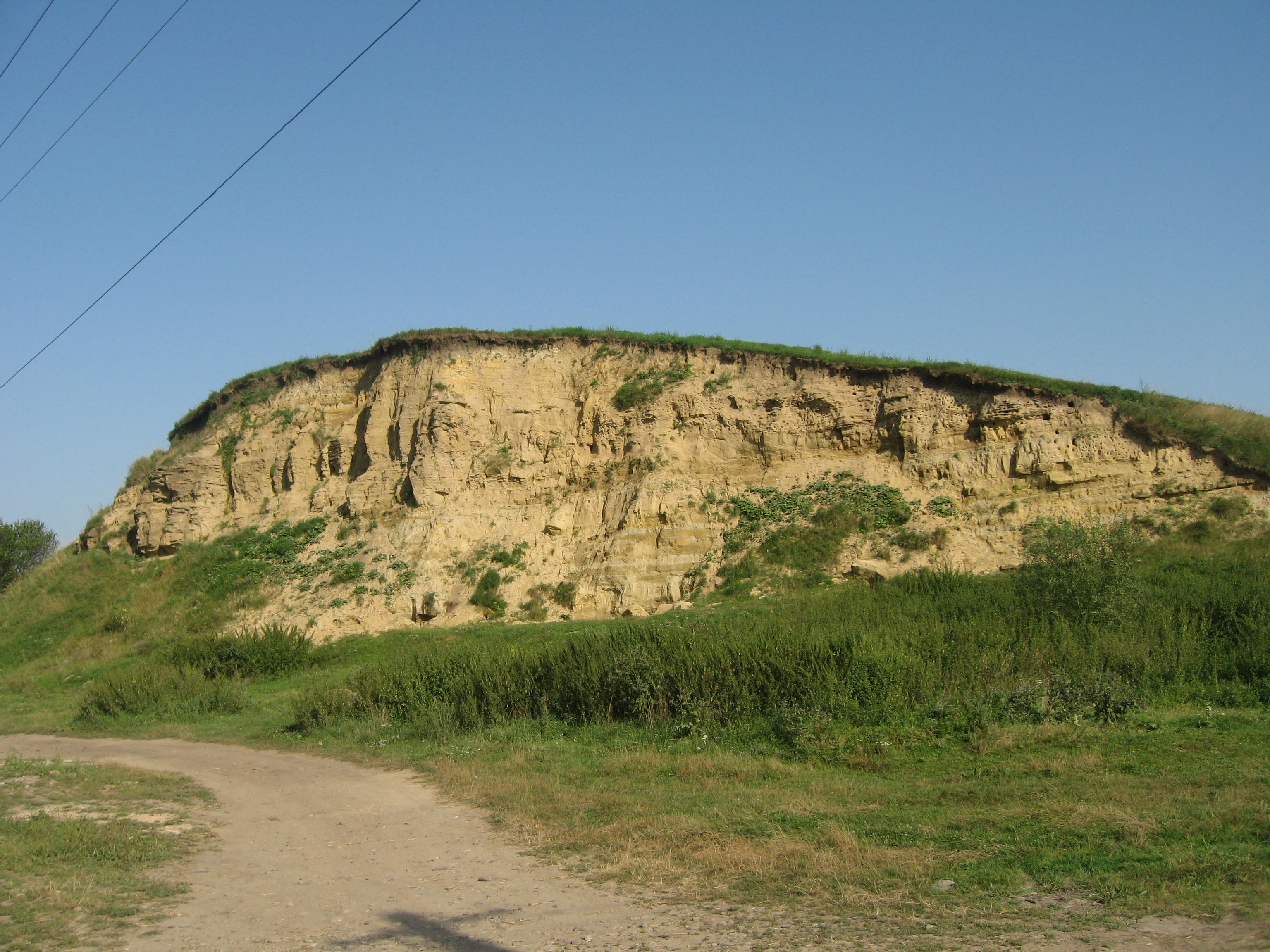
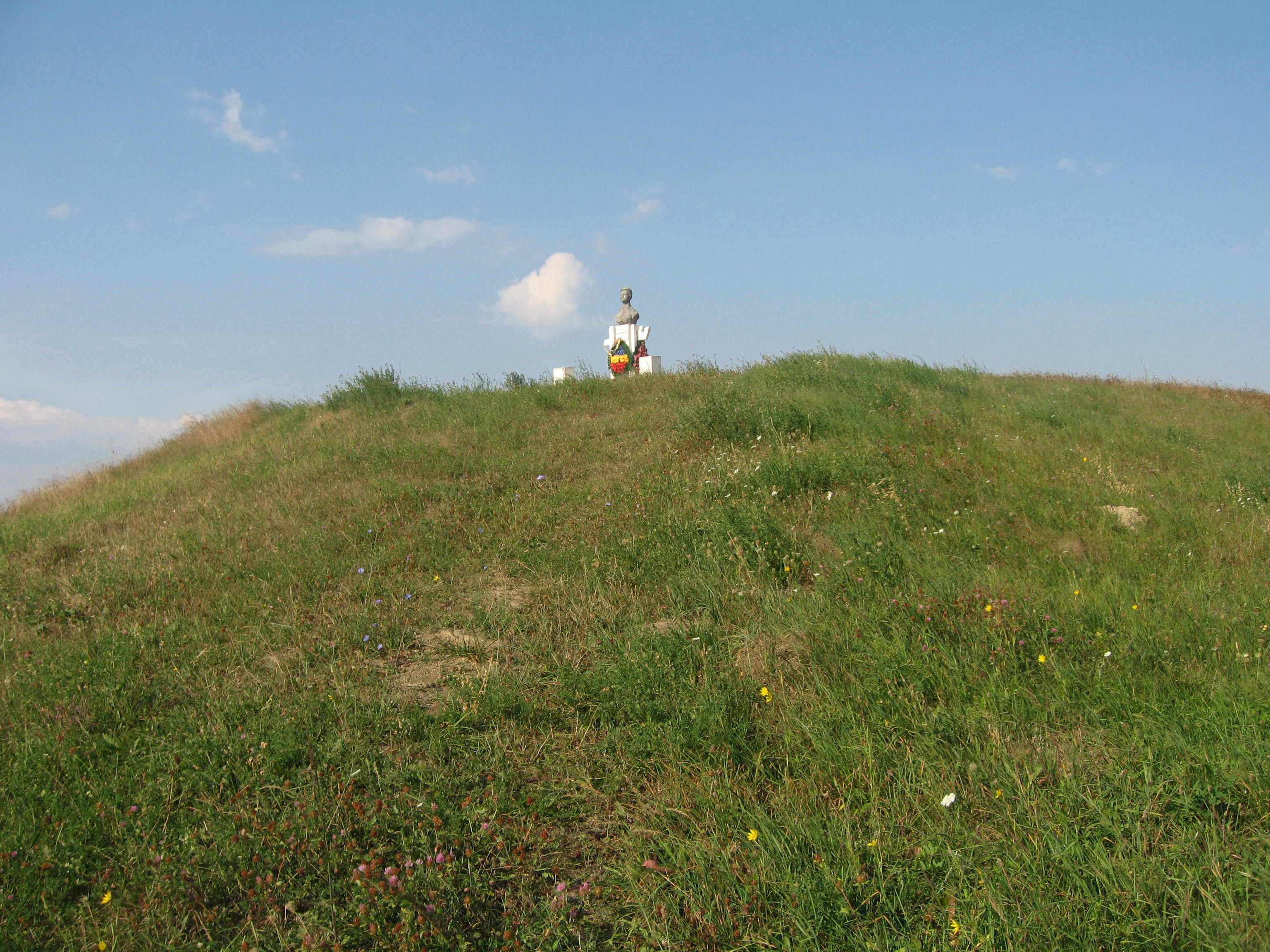

Stroiești telt 3441 inwoners.